# Vaccinium corymbodendron
Vaccinium corymbodendron là một loài thực vật có hoa trong họ Thạch nam. Loài này được Dunal miêu tả khoa học đầu tiên năm 1839.